# Uパス
Uパス（ユーパス）は、大韓民国（韓国）においてソウル首都圏バス運送事業者組合（Seoul Metropolitan Bus Operator Association）が発行するストアードフェアシステムカードである。
ソウル特別市と近郊の鉄道・バス路線で利用可能で、交通カードとしてのソウル首都圏におけるシェアはTマネーに次いで高い。
その後、段階的にTマネーへの移行が進み、2014年10月15日にTマネーに統合されることになった。

## 技術
フィリップス社のMifare Standard 1k、Ultralight技術を利用している。Mifareで特にUltralightを採用した理由は、Ultralightが単一のメモリに、暗号化のない512ビットの容量をサポートするため、カードの価格を下げることができるためとみられる。

## 歴史
- 1995年9月15日 - ソウル市内のゴドクドン～蚕室総合運動場間を運行する21-2番市内バスにおいてバスカードの試験運用開始。当初は12台のバスに端末を搭載した。
- 1996年1月1日 - 市内27路線に拡大。
- 1996年3月2日 - 65路線に拡大。
- 1996年7月1日 - ソウル市内の全てのバスで利用可能になる。
- 1998年2月 - カード保証金制度を採用。
- 2000年 - ソウル交通カードに名称変更。
- 2001年5月 - 保証金制度を廃止。
- 2002年 - ソウル市内の公営駐車場等でも利用可能になる。
- 2006年1月 - Uパスに名称変更。
- 2014年5月28日 - 新規のチャージが中止。
- 2014年9月1日 - Tマネーを運営する韓国スマートカード社に事業を譲渡することが決定。
- 2014年10月15日 - Tマネーに統合される。

## 購入とチャージ
ソウル市内の指定販売店で購入できる。チャージはソウルの他京畿道・仁川地域のバス停留所近くの売店や地下鉄駅内のきっぷ売場で行う。
なお、払い戻しは市内指定販売店の他ウリィ銀行でも受け付けているが、銀行では約7日を要する。

## 利用可能な交通機関
- ソウル特別市、京畿道、仁川広域市、忠清南道天安市・牙山市における公共交通機関（バス・地下鉄）
- KORAIL空港鉄道
- 京畿道内の市外バス（対応する旨を表示したステッカー貼付車のみ利用可能）